# Pedro Descoqs
Pedro Descoqs, né à Plomb en Normandie le 2 janvier 1877 et décédé le 8 novembre 1946, est un jésuite français, longtemps professeur au scolasticat de Jersey et un des fondateurs de la revue Archives de philosophie.

## À travers l’œuvre deCharles Maurras
Il est notamment l'auteur d'une synthèse sur Le Dilemme de Marc Sangnier, ouvrage de Charles Maurras. Cet ouvrage a en effet un retentissement immense au sein du catholicisme français. Pour le père Pedro Descoqs, « amis et adversaires ne pouvaient manquer d'être frappés par la puissance de sa dialectique, la netteté de ses idées, l'accent de conviction profonde, voire la perfection de la langue qui marquaient sans conteste possible cette œuvre nouvelle de M. Maurras. » 
Le père Descoqs, dans son ouvrage À travers l’œuvre de M. Maurras, entre loyalement dans les artères principales de la pensée de Charles Maurras, analyse ses convergences ou divergences avec la doctrine catholique la plus générale. Cette synthèse est parfois considérée comme la meilleure qui soit consacrée au Dilemme de Marc Sangnier.

## Publications
- À travers l’œuvre de Charles Maurras. Beauchesne, 1913.
- Monophorisme et Action française. 1913.
- Essai critique sur l'hylémorphisme. Paris, Beauchesne, 1924.
- Institutiones metaphysicae generalis. Paris, Beauchesne, 1925.
- Autour de la crise du transformisme. Paris, Beauchesne, 1944.